# Lee Majors
Lee Majors, właśc. Harvey Lee Yeary III (ur. 23 kwietnia 1939 w Wyandotte) – amerykański aktor, reżyser i producent telewizyjny i filmowy.
Odtwórca roli astronauty i pilota pułkownika Steve’a Austina w serialu fantastycznonaukowym ABC The Six Million Dollar Man (1974–1978), za którą był nominowany do Złotego Globu dla najlepszego aktora w serialu dramatycznym. W 1985 zdobył nagrodę „Bravo” – brązową statuetkę Bravo Otto dla najlepszego aktora.
8 września 1984 otrzymał własną gwiazdę w Alei Gwiazd w Los Angeles znajdującą się przy 6933 Hollywood Boulevard.

## Życiorys

### Wczesne lata
Zanim przyszedł na świat w Wyandotte, w stanie Michigan, jego biologiczny ojciec Carl Yeary został zabity podczas wypadku w pracy, a biologiczna matka Alice Yeary zginęła w nieszczęśliwym wypadku, kiedy był niemowlęciem. W 1941, kiedy miał dwa lata, został więc zaadoptowany przez wujka Harveya Lee Yearya Jr. i ciotkę Mildred Poore. Dorastał w Middlesboro, w stanie Kentucky ze swoim przybranym bratem Billem. Był świetnym sportowcem i odnosił sukcesy w Middlesboro High School w Kentucky jako zawodnik futbolu amerykańskiego. W 1957 roku otrzymał stypendium z Indiana University, a w 1959 roku przeniósł się Eastern Kentucky State College przy Eastern Kentucky University w Richmond, w stanie Kentucky, gdzie był dobrym uczelnianym przyjacielem Rocka Hudsona. W tym samym roku doznał kontuzji pleców i przez dwa tygodnie był sparaliżowany, kończąc w ten sposób karierę sportową. W 1962 otrzymał dyplom ukończenia wydziału historii i edukacji fizycznej. Podjął pracę przy Parku w Los Angeles w Dziale Rozrywki jako dyrektor do spraw rozrywki w Północnym Parku w Hollywood, gdzie zetknął się z wieloma znanymi aktorami i fachowcami przemysłu rozrywkowego, m.in. Dickiem Claytonem, ostatnim agentem Jamesa Deana, który zasugerował mu ukończenie szkoły aktorskiej Estelle Harmon przy MGM w Los Angeles. 

### Kariera
Debiutował na kinowym ekranie w dreszczowcu Kaftan bezpieczeństwa (Strait-Jacket, 1964) z Joan Crawford. Od 15 września 1965 do 19 maja 1969 grał postać Heatha Barkleya, syn Victorii (Barbara Stanwyck) i starszy brat Audry (Linda Evans) w serialu westernie ABC Wielka Dolina (The Big Valley). Od 16 września 1970 do 24 marca 1971 występował w roli Roya Tate w serialu-westernie NBC Człowiek z Shiloh (The Virginian). Od 16 września 1971 do 9 lutego 1974 grał prawnika Jessa Brandona w serialu ABC Owen Marshall: Adwokat przy prawie (Owen Marshall: Counselor at Law, 1971–1974).
Zyskał sympatię telewidzów w roli Colta Seaversa w serialu sensacyjno-przygodowym ABC Upadły chłopak (The Fall Guy, 1981–1986) i pułkownika Seymoura Kooze’a w sitcomie Fox Nagi patrol (2002).

## Życie prywatne
Był trzykrotnie rozwiedziony. 17 czerwca 1961 ożenił się z koleżanką z uczelni Thelmą Kathy Robinson, z którą ma syna Lee Majorsa II (ur. 1962). Rozwiedli się 20 lipca 1965. W 1969 roku poznał modelkę i aktorkę telewizyjną, powszechnie znaną z roli Jill Munroe w serialu ABC Aniołki Charliego – Farrah Fawcett. Połączyła ich miłość od pierwszego wejrzenia. Pobrali się 28 lipca 1973. W sierpniu 1979 doszło do separacji, a 16 lutego 1982 – do rozwodu, którego powodem był toksyczny związek z Ryanem O’Nealem, bliskim przyjacielem Lee Majorsa. 15 listopada 1988 poślubił Karen Velez, z którą ma córkę Nikki Loren (ur. 1988) i bliźniaki – córkę Dane i syna Treya (ur. 1992). 14 września 1994 rozwiedli się. Od 1995 spotykał się z Faith Noelle, z którą 1 listopada 2002 roku ożenił się po raz czwarty.

## Filmografia

### Filmy
- 1964: Kaftan bezpieczeństwa (Strait-Jacket) jako Frank Harbin
- 1967: Will Penny jako Blue
- 1967: Piknik (Clambake) jako mężczyzna w restauracji
- 1970: Prawo gwałtu (The Liberation of L.B. Jones) jako Steve Mundine
- 1970: Weekend of Terror (TV) jako Larry
- 1979: Zabójcza ryba (Killer Fish) jako Lasky
- 1981: W kręgu dwojga (Circle of Two) jako patron teatru
- 1988: Wigilijny show w roli samego siebie
- 1997: Trojan War jako oficer Austin
- 2001: Afera poniżej zera (Out Cold) jako John Majors
- 2001: Hotel! (TV) jako prezydent USA
- 2002: Kłamstwo ma krótkie nogi/Duży, gruby kłamczuch (Big Fat Liar) jako Vince
- 2007: Ben 10: Wyścig z czasem (Ben 10: Race Against Time, TV) jako Max Tennyson
- 2015: Czy naprawdę wierzysz? (Do You Believe?) jako J.D.

### Seriale
- 1965: Gunsmoke jako Dave Lukens
- 1965: Spotkanie z Alfredem Hitchcockiem jako Howard White
- 1965–1969: Wielka Dolina (The Big Valley) jako Heath Barkley
- 1970–1971: Człowiek z Shiloh (The Virginian)
- 1971: Marcus Welby, lekarz medycyny (Marcus Welby, M.D.) jako Jess Brandon
- 1971–1974: Owen Marshall: Adwokat przy prawie (Owen Marshall: Counselor at Law)
- 1974–1978: The Six Million Dollar Man jako pułkownik Steve Austin
- 1976: The Bionic Woman jako pułkownik Steve Austin
- 1981–1986: Upadły chłopak (The Fall Guy) jako Colt Seavers
- 1983: Statek miłości jako Robert Richards
- 1988: Dolly jako Harold 'Chance' Coleman
- 1992–1993: Raven jako Herman 'Ski' Jablonski
- 1998: Strażnik Teksasu jako szeryf Bell
- 2000: V.I.P. jako Jed Irons
- 2002: Nagi patrol jako pułkownik Seymore Kooze
- 2003: Jake 2.0 jako Richard Fox
- 2005: Will & Grace jako Burt Wolfe
- 2008: Trawka jako Minute-Man Leader
- 2008: Dowody zbrodni jako Dean London '08
- 2008–2009: Jim wie lepiej jako Bóg
- 2009: Robot Chicken jako porucznik Steve Austin / król Babar / agent Davida Faustino (głos)
- 2011: Chirurdzy jako Chuck Cain
- 2011–2014: Dorastająca nadzieja (Raising Hope) jako Ralph / ojciec Barta
- 2012: CSI: Kryminalne zagadki Nowego Jorku jako Paul Burton
- 2013: Dallas jako Ken Richards
- 2016–2018: Ash kontra martwe zło jako Brock Williams
- 2018: Pełniejsza chata jako James
- 2019: Magnum: Detektyw z Hawajów jako Russell Harlan